# Krankengeld
Krankengeld ist eine Entgeltersatzleistung der Krankenversicherung, die den Ausfall von Einkommen infolge krankheitsbedingter Arbeitsunfähigkeit ausgleichen soll. Abzugrenzen ist das Krankengeld von der Lohnfortzahlung im Krankheitsfall durch den Arbeitgeber und den Versicherungsleistungen bei Berufsunfähigkeit.
Die nationalen Regelungen bezüglich des Krankengeldes unterscheiden sich deutlich. Für die jeweiligen nationalen Systeme des Krankengeldes siehe:
- Für Deutschland siehe: Krankengeld (Deutschland)
- Für Österreich siehe: Krankengeld (Österreich)
- Für Frankreich siehe: Indemnites journalières